# ターレー・ノーンセーン大司教区

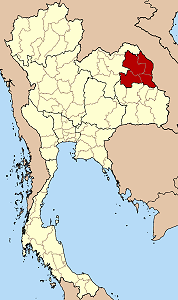
ターレー・ノーンセーン大司教区

ターレー・ノーンセーン大司教区（อัครสังฆมณฑลท่าแร่-หนองแสง、The Archdiocese of Thare and Nonseng）（ローマ・カトリック教会）はタイ東北部にある大司教区。サコンナコーン県ムアンサコンナコーン郡テーサバーンタムボン・ターレーに司教座を構える。この大司教区は25,477km2の面積を抱え、2001年の時点で49,489人のカトリック信者を抱える。大司教区内の310万人の住民の内、1.6%がカトリック信者である。30地区の小教区、51名の聖職者がいる。
大司教区内はカーラシン県、ムックダーハーン県、ナコーンパノム県、サコンナコーン県を管轄する。また下位組織として以下の3つの教区を持つ。
- ナコーンラーチャシーマー教区
- ウボンラーチャターニー教区
- ウドーンターニー教区

## 歴史
この大司教区の前身は1899年5月4日に発足したタイ東北部と現在のラオス領域を統轄するラオス代牧区が前身になっている。代牧区の司教座はサコンナコーン県のバーン・ノーンセーンに置かれた。1938年代牧区の北部地域がヴィエンチャン・ルアンプラバーン知牧区として分離。さらに1949年ラオス王国の独立に伴い、1950年12月21日ラオス領内の代牧区はターケーク知牧区となり、タイ領内の代牧区はターレー代牧区となった。1960年ターレー・ノーンセーン代牧区に名称を変更し、1965年12月18日には司教区に昇格した。

## 司教座聖堂
司教座聖堂はターレー郡バーン・ターレーのノーンハーン湖畔にある聖ミカエル大聖堂。

## 大司教
ターレー・ノーンセーンが司教区になるまでは、運営は司祭代理である助任司祭によって行われた。
- ルイス・ヂャムニアン・サンティスックニラン (Louis Chamniern Santisukniram、หลุยส์ จำเนียร สันติสุขนิรันดร์): 2005年7月1日 - 現在
- ロレンス・カーイ・セーンポンオーン（Lawrence Khai Saenphonon、ลอเรนซ์ คายน์ แสนพลอ่อน): 1959年3月6日 - 2004年5月14日
- ミチェル・キアン・サモピタック (Michel Kien Samophithak): 1959年 - 1980年3月6日
- 同僚 ミシェル・オンプラコンチット (Michael On Prakhongchit): 1953年 - 1959年
- クラウディウス・フィリップ・バイエ (Claudius Philippe Bayet) - パリ外国宣教会: 1947年4月10日 - 1953年5月7日
- アンリ=アルベルト・トミーネ (Henri-Albert Thomine)  - パリ外国宣教会: 1944年7月29日 - 1945年3月21日
- アンジェ=マリエ・ジョセフ・ゴウイン (Ange-Marie Joseph Gouin)  - パリ外国宣教会: 1922年4月26日 - 1943年7月1日
- コンスタン=ジャン・プロドム (Constant-Jean Prodhomme) - パリ外国宣教会: 1913年6月2日 - 1920年8月20日
- マリー＝ジョゼフ・カーツ (Marie-Joseph Cuaz) - パリ外国宣教会: 1899年6月22日 - 1912年